# Gouvernement Orjol
Het gouvernement Orjol (Russisch: Орловская губерния, Orlovskaja goebernija) was een gouvernement (goebernija) van het keizerrijk Rusland. Het gouvernement bestond van 1778 tot 1929. Van 1778 tot 1796 heette het gebied het onderkoninkrijk Orjol. Het gouvernement ontstond uit het gouvernement Belgorod en het gouvernement ging op in de oblast Centrale Zwarte Aarde na 1934 ging het gebied van het gouvernement op in de oblast Orjol. Het gouvernement grensde aan het Tambov, Voronezj en Kaloega. Het gouvernement bestond uit elf oejazden. De hoofdstad was Orjol.  